# Johann Strauss (padre)
Johann Baptist Strauss I (Viena, 14 de marzo de 1804-Viena, 25 de septiembre de 1849) hijo de Franz Borgias Strauss. Fue un compositor austriaco conocido particularmente por sus valses, que rivalizaron en su época con los de Josef Lanner. Fue el primero de una dinastía musical de la que formaron parte sus hijos Johann Strauss II, Josef Strauss y Eduard Strauss.
Su obra más famosa es probablemente la Marcha Radetzky (llamada así por Joseph Radetzky von Radetz), mientras que quizás su vals más famoso sea Loreley-Rhein-Klänge op. 154.

## Vida
Johann Strauss nació el 14 de marzo de 1804. Fue el padre de Johann Strauss II, Josef Strauss y Eduard Strauss I. Además tuvo dos hijas, Ana, que nació en 1829, y Teresa que nació en 1831, y su tercer hijo Ferdinand, quien nació en 1834 y alcanzó a vivir sólo 10 meses. Los padres de Strauss eran dueños de una posada.
La tragedia golpeó a su familia, ya que su madre murió cuando apenas tenía 7 años de "fiebre larvada". A la edad de 12 años, su padre Franz Borgias (quien se había vuelto a casar) fue encontrado ahogado en el río Danubio. Su madrastra le metió de aprendiz de encuadernador con Johann Lichtscheidl, pero recibió lecciones de violín y viola, además de cumplir con su aprendizaje. Contrariamente a lo que se afirma, nunca dejó su aprendizaje de encuadernador y lo terminó con éxito en 1822. También estudió música con Johann Polischansky durante ese período y finalmente obtuvo un puesto en la orquesta local de Michael Pamer con el fin de participar en un popular cuarteto de cuerdas conocido como el Cuarteto Lanner, formado por sus potenciales rivales: Josef Lanner y los hermanos Drahanek, Karl y Johann. El cuarteto de cuerdas interpretaba valses vieneses y rústicas danzas alemanas, y en 1824 fue ampliado a orquesta de cuerdas.
Con el tiempo se convirtió en director adjunto de la orquesta para ayudar a Lanner en las comisiones después de que se popularizara su imagen durante los Carnavales de 1824. Strauss fue puesto pronto al mando de una orquesta más pequeña que se formó como resultado del éxito de la orquesta de Lanner. En 1825, decidió formar su propia banda y comenzó a escribir música (principalmente de baile) y se dio cuenta de que podría igualar el éxito de Lanner, además de poner fin a sus problemas financieros. Al hacerlo, Strauss se convirtió en un serio rival de Lanner, y esta competencia musical fue muy productiva para el desarrollo del vals, así como de otros bailes en Viena. Pronto se convirtió en uno de los más conocidos y queridos compositores en Viena. Realizó una gira con su banda por Alemania, los Países Bajos, Bélgica, Inglaterra y Escocia. La dirección y gestión de la "Orquesta Strauss" en un momento dado pasó a manos de los hijos en diversas ocasiones, hasta que Eduard Strauss la disolvió en 1901.
En un viaje a Francia en 1837, escuchó una cuadrilla y se interesó en su composición, convirtiéndose en gran medida en el responsable de la introducción de aquella danza en Austria en el Carnaval de 1840, donde se hizo muy popular. Fue en este mismo viaje cuando quedó demostrada la popularidad de Strauss en diferentes estratos sociales, lo cual allanó el camino para presentar su música en Inglaterra durante la Coronación de la Reina Victoria en 1838. Strauss adaptó además diversas melodías populares de su época en sus obras, a fin de garantizarse un público más amplio, como lo demuestra la incorporación de la obertura Oberón en uno de sus primeros valses, "Wiener Karneval" (Carnaval Vienés) op. 3 y también el himno nacional francés «La Marsellesa» en su Paris-Walzer (vals París) op. 101.
Se casó con Ana Maria Streim en la iglesia parroquial de Liechtenthal en Viena. Su matrimonio fue relativamente inestable, producto de su prolongada ausencia por los viajes al extranjero. Esto llevó a que Strauss tuviera una amante en 1834, Emilie Trampusch, con la que tuvo seis hijos. Esta decisión personal marcó a Ana Maria, quien prohibió a Johann Strauss II estudiar música. Con la declaración de paternidad que hizo Strauss padre en 1844, Ana Maria demandó el divorcio y esto permitió que Strauss iniciara una carrera musical. Pero Strauss exigía una estricta disciplina en su casa llamada "Hirschenhaus", o conocida como "Goldener Hirsch" (El Ciervo de Oro), e impuso a su hijo que siguiera una carrera profesional que no guardase relación con la música. Asimismo, su hermano Josef fue destinado a la carrera militar, mientras que su joven hermano Eduard debió trabajar en el Consulado Austriaco.
A pesar de los problemas familiares, viajaba con frecuencia a las islas británicas y estaba siempre dispuesto a escribir novedosas piezas para las organizaciones de beneficencia. Sus valses evolucionaron gradualmente a partir de danzas campesinas, lo que en la posteridad se reconocería como el vals vienés. Estos fueron compuestos en compás de tres por cuatro, con una breve introducción, a menudo con ninguna o poca relación con la estructura del vals. Por lo general se adjunta una breve coda y finaliza en una agitación, aunque su hijo Johann amplió la estructura y la cantidad de instrumentos utilizados por su padre. A pesar de que no tenía el talento de su hijo mayor o una vasta empresa, fue uno de los pocos compositores de valses junto a Lanner que escribieron activamente piezas con títulos, con el fin de aumentar las ventas de sus partituras, pues los entusiastas reconocían fácilmente sus obras. De hecho, durante su presentación en el Salón de Baile Sperl en Viena, se le ocurrió la idea de fijar un precio de entrada al Salón de Baile en vez de la antigua práctica de ir pasando la charola, donde los ingresos sólo se garantizaban por la buena voluntad de los clientes.

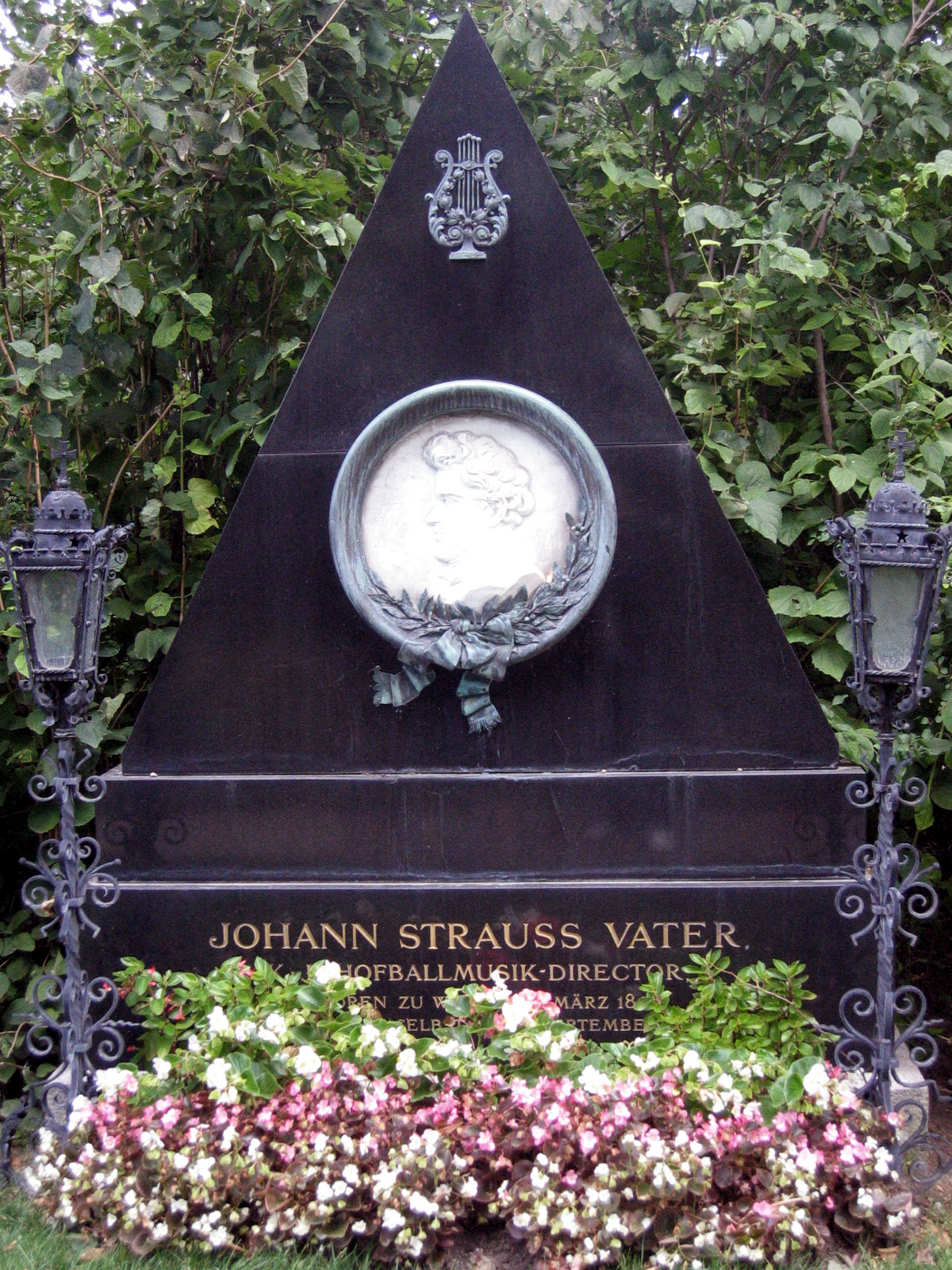
La tumba de Johann Strauss I Zentralfriedhof en Viena, Austria.

Johann Strauss hijo trabajó a menudo con su padre y declaró su completa admiración hacia él, aunque no era un secreto para los vieneses que su rivalidad era intensa, hecho alimentado por la prensa de entonces. El mismo Johann Strauss I rehusó tocar de nuevo en el Casino Dommayer, que ofreció a su hijo para su debut, y fue la torre por encima de su hijo durante su vida en relación con el progreso en su carrera, aunque Strauss hijo fue para él un eclipse en términos de popularidad en el repertorio clásico. En 1846, Strauss padre se adjudicó el título honorífico de K.K. Hofballmusikdirektor (Director Musical del Baile de la Corte) por el emperador Fernando I.
Strauss murió en Viena de escarlatina. Fue enterrado en el cementerio Doeblinger junto a su amigo Josef Lanner. En 1904, sus restos mortales fueron trasladados a una tumba de honor en el cementerio central. El ex Cementerio Doeblinger fue convertido en el Parque Strauss-Lanner. El mismo Héctor Berlioz rindió homenaje al "Padre del Vals Vienés" comentando que "Viena sin Strauss es como Austria sin el Danubio".

## Obras de Johann Strauss I

### Valses
- Täuberln-Walzer op. 1 Vals Palomitas (1827)
- Wiener Karneval op. 3 Carnaval Vienés (1828)
- Kettenbrücke-Walzer op. 4 Vals Puente Colgante (1828)
- Tivoli-Rutsch Walzer op. 39 Vals Tobogán Tivoli (1830)
- Das Leben ein Tanz oder Der Tanz ein Leben! Walzer op. 49 ¡La vida es baile!
- Elisabethen-Walzer op. 71
- Philomelen-Walzer op. 82
- Paris-Walzer op. 101 (1838)
- Huldigung der Königin Victoria von Grossbritannien op. 103 Homenaje a la Reina Victoria de Gran Bretaña
- Wiener Gemüths-Walzer op. 116 Sentimientos Vieneses (1840)
- Loreley-Rhein-Klänge op. 154 Sonidos del Rhin y del Lorelei (1843)

### Polcas
- Seufzer-Galopp op. 9 Galope Suspiro
- Chineser-Galopp op. 20 Galope de los Chinos
- Einzugs-galopp op. 35 Galope Entrada
- Sperl-Galopp op. 42 Galope Sperl
- Fortuna-Galopp op. 69 Galope Fortuna
- Jugendfeuer-Galopp op. 90 Galope Espíritu Joven
- Cachucha-Galopp op. 97 Galope Cachucha
- Indianer-Galopp op. 111 Galope Indio
- Sperl-Polka op. 133 Polca Sperl
- Beliebte Annen-Polka op. 137 Polca Querida Ana
- Piefke and Pufke Polka op. 235 Polca Piefke y Pufke

### Marcha
- Radetzky-Marsch op. 228 Marcha Radetzky